# Demi Schuurs
Demi Schuurs (Nieuwstadt, 1993. augusztus 1. –) holland hivatásos teniszezőnő, párosban kétszeres junior Grand Slam-győztes.
2009-ben kezdte profi pályafutását, elsősorban páros specialista. 21 páros WTA-torna győztese, valamint 1 egyéni és 20 páros ITF-tornán végzett az első helyen. Legjobb egyéni világranglista-helyezése az 512. hely volt 2015. február 23-án, párosban a 7. helyezés 2018. október 22-én.
2011-ben különböző partnerekkel, de mind a négy Grand Slam-tornán bejutott a döntőbe a junior lányok páros versenyén. Ezek közül két alkalommal, az Australian Openen és a US Openen sikerült a trófeát is megszereznie. A felnőtt Grand Slam tornákon párosban a legjobb eredménye a 2021-es Australian Openen elért elődöntő.
Először 2012-ben, majd 2018-ban szerepelt Hollandia Fed-kupa-válogatottjában.
Apja a holland kézilabdázó Lambert Schuurs, testvére Perr Schuurs hivatásos labdarúgó.

## Junior Grand Slam-döntői

### Páros

#### Győzelmek (2)
| Év   | Bajnokság       | Borítás | Partner           | Ellenfél                          | Eredmény         |
| ---- | --------------- | ------- | ----------------- | --------------------------------- | ---------------- |
| 2011 | Australian Open | Kemény  | An-Sophie Mestach | Eri Hozumi Miyu Kato              | 6–2, 6–3         |
| 2011 | US Open         | Kemény  | Irina Hromacsova  | Gabrielle Andrews Taylor Townsend | 6–4, 5–7, [10–5] |

#### Elveszített döntői (2)
| Év   | Bajnokság     | Borítás | Partner       | Ellenfél                          | Eredmény      |
| ---- | ------------- | ------- | ------------- | --------------------------------- | ------------- |
| 2011 | Roland Garros | Salak   | Viktorija Kan | Irina Hromacsova Marina Zanevszka | 4–6, 5–7      |
| 2011 | Wimbledon     | Fű      | Tang Hao-csen | Eugenie Bouchard Grace Min        | 5–7, 6–2, 5–7 |

## WTA döntői

### Páros

#### Győzelmei (21)
| Összesítés                                   |                              |
| Grand Slam-torna (0)                         |                              |
| Premier Mandatory (0)                        | WTA 1000 (kötelező)* (2)     |
| Premier Five (4)                             | WTA 1000 (nem kötelező)* (0) |
| Premier (1)                                  | WTA 500* (7)                 |
| International (7)                            | WTA 250* (0)                 |
| WTA Finals (0)                               |                              |
| Tournament of Champions/WTA Elite Trophy (0) |                              |
| Olimpia (0)                                  |                              |

*2021-től megváltozott a tornák kategóriáinak elnevezése.
|     | Dátum                | Torna                                                           | Borítás      | Partner             | Ellenfelek a döntőben                      | Eredmény a döntőben | Eredmény a döntőben |
| 1.  | 2015. április 12.    | Katowice Open, Katowice, Lengyelország                          | Kemény (f)   | Ysaline Bonaventure | Gioia Barbieri Karin Knapp                 | 7–5, 4–6, [10–6]    |                     |
| 2.  | 2015. július 19.     | BRD Bucharest Open, Bukarest, Románia                           | Salak        | Okszana Kalasnikova | Andreea Mitu Patricia Maria Țig            | 6–2, 6–2            |                     |
| 3.  | 2017. szeptember 23. | Guangzhou International Women’s Open, Kanton, Kína              | Kemény       | Elise Mertens       | Monique Adamczak Storm Sanders             | 6–2, 6–3            |                     |
| 4.  | 6 January 2018       | Brisbane International, Brisbane, Ausztrália                    | Kemény       | Kiki Bertens        | Andreja Klepač María José Martínez Sánchez | 7–5, 6–2            |                     |
| 5.  | 2018. január 13.     | Moorilla Hobart International, Hobart, Ausztrália               | Kemény       | Elise Mertens       | Ljudmila Kicsenok Makoto Ninomiya          | 6–2, 6–2            |                     |
| 6.  | 2018. május 20.      | Rome Masters, Róma, Olaszország                                 | Salak        | Ashleigh Barty      | Andrea Sestini Hlaváčková Barbora Strýcová | 6–3, 6–4            |                     |
| 7.  | 2018. május 26.      | Nuremberg Cup, Nürnberg, Németország                            | Salak        | Katarina Srebotnik  | Kirsten Flipkens Johanna Larsson           | 3–6, 6–3, [10–7]    |                     |
| 8.  | 2018. június 16.     | Rosmalen Grass Court Championships, ’s-Hertogenbosch, Hollandia | Fű           | Elise Mertens       | Kiki Bertens Kirsten Flipkens              | 3-3, feladták       |                     |
| 9.  | 2018. augusztus 12.  | Canadian Open, Montréal, Kanada                                 | Kemény       | Ashleigh Barty      | Latisha Csan Jekatyerina Makarova          | 4–6, 6–3, [10–8]    |                     |
| 10. | 2018. szeptember 29. | Wuhan Open, Vuhan                                               | Kemény       | Elise Mertens       | Andrea Sestini Hlaváčková Barbora Strýcová | 6–3, 6–3            |                     |
| 11. | 2020. augusztus 29.  | Cincinnati Open, New York                                       | Kemény       | Květa Peschke       | Nicole Melichar Hszü Ji-fan                | 6–1, 4–6, [10–4]    |                     |
| 12. | 2020. szeptember 26. | Internationaux de Strasbourg, Strasbourg                        | Salak        | Nicole Melichar     | Hayley Carter Luisa Stefani                | 6–4, 6–3            |                     |
| 13. | 2021. március 5.     | Qatar Total Open, Doha, Katar                                   | Kemény       | Nicole Melichar     | Monica Niculescu Jeļena Ostapenko          | 6–2, 2–6, [10–8]    |                     |
| 14. | 2021. április 11.    | Volvo Cars Open, Charleston, USA                                | Salak (zöld) | Nicole Melichar     | Marie Bouzková Lucie Hradecká              | 6–2, 6–4            |                     |
| 15. | 2022. április 24.    | Stuttgart Grand Prix, Stuttgart, Németország                    | Salak (f)    | Desirae Krawczyk    | Cori Gauff Csang Suaj                      | 6–3, 6–4            |                     |
| 16. | 2023. április 23.    | Stuttgart Grand Prix, Stuttgart, Németország                    | Salak (f)    | Desirae Krawczyk    | Nicole Melichar-Martinez Giuliana Olmos    | 6–4, 6–1            |                     |
| 17. | 2023. július 1.      | Eastbourne International, Eastbourne, Egyesült Királyság        | Fű           | Desirae Krawczyk    | Nicole Melichar-Martinez Ellen Perez       | 6–2, 6–4            |                     |
| 18. | 2024. február 17.    | Qatar Open, Doha, Katar                                         | Kemény       | Luisa Stefani       | Caroline Dolehide Desirae Krawczyk         | 6–4, 6–2            |                     |
| 19. | 2024. október 20.    | Ningbo Open, Ningpo, Kína                                       | Kemény       | Jüan Jüe            | Nicole Melichar-Martinez Ellen Perez       | 6–3, 6–3            |                     |
| 20. | 2025. március 16.    | Indian Wells Open, Indian Wells, Amerikai Egyesült Államok      | Kemény       | Asia Muhammad       | Tereza Mihalíková Olivia Nicholls          | 6–2, 7–6(4)         |                     |
| 21. | 2025. június 15.     | Queen’s Club Championships, London, Egyesült Királyság          | Fű           | Asia Muhammad       | Anna Danilina Gyiana Snajgyer              | 7–5, 6–7(3), [10–4] |                     |

#### Elveszített döntői (16)
|     | Dátum               | Torna                                                           | Borítás | Partner             | Ellenfelek a döntőben                 | Eredmény a döntőben | Eredmény a döntőben |
| 1.  | 2016. október 1.    | Tashkent Open, Taskent, Üzbegisztán                             | Kemény  | Renata Voráčová     | Raluca Olaru İpek Soylu               | 5–7, 3–6            |                     |
| 2.  | 2017. január 7.     | ASB Classic, Auckland, Új-Zéland                                | Kemény  | Renata Voráčová     | Kiki Bertens Johanna Larsson          | 2–6, 2–6            |                     |
| 3.  | 2017. június 17.    | Rosmalen Grass Court Championships, ’s-Hertogenbosch, Hollandia | Fű      | Kiki Bertens        | Dominika Cibulková Kirsten Flipkens   | 6–4, 4–6, [6–10]    |                     |
| 4.  | 2017. július 23.    | BRD Bucharest Open, Bukarest, Románia                           | Salak   | Elise Mertens       | Irina-Camelia Begu Raluca Olaru       | 3–6, 3–6            |                     |
| 5.  | 2018. június 24.    | Birmingham Classic, Birmingham, Egyesült Királyság              | Fű      | Elise Mertens       | Babos Tímea Kristina Mladenovic       | 6-4, 3-6, [8-10]    |                     |
| 6.  | 2018. augusztus 19. | Western & Southern Open, Cincinnati, Egyesült Államok           | Kemény  | Elise Mertens       | Lucie Hradecká Jekatyerina Makarova   | 2–6, 5–7            |                     |
| 7.  | 2019. január 12.    | Qatar Total Open, Doha                                          | Kemény  | Anna-Lena Grönefeld | Csan Hao-csing Latisha Chan           | 1–6, 6–3, [6–10]    |                     |
| 8.  | 2019. május 19.     | Internazionali BNL d'Italia, Róma                               | Salak   | Anna-Lena Grönefeld | Viktorija Azaranka Ashleigh Barty     | 6–4, 0–6, [3–10]    |                     |
| 9.  | 2019. június 23.    | Nature Valley Open, Birmingham                                  | Fű      | Anna-Lena Grönefeld | Hszie Su-vej Barbora Strýcová         | 4–6, 7–6(4), [8–10] |                     |
| 10. | 2019. augusztus 11. | Rogers Cup, Toronto, Kanada                                     | Kemény  | Anna-Lena Grönefeld | Barbora Krejčíková Kateřina Siniaková | 5–7, 0–6            |                     |
| 11. | 2019. augusztus 17. | Cincinnati Masters, Cincinnati, Egyesült Államok                | Kemény  | Anna-Lena Grönefeld | Lucie Hradecká Andreja Klepač         | 4–6, 1–6            |                     |
| 12. | 2021. május 8.      | Mutua Madrid Open, Madrid, Spanyolország                        | Salak   | Gabriela Dabrowski  | Barbora Krejčíková Kateřina Siniaková | 4–6, 3–6            |                     |
| 13. | 2021. június 20.    | German Open, Berlin, Németország                                | Fű      | Nicole Melichar     | Viktorija Azaranka Arina Szabalenka   | 6–4, 5–7, [4–10]    |                     |
| 14. | 2021. június 26.    | Viking International, Eastbourne, Egyesült Királyság            | Fű      | Nicole Melichar     | Aojama Súko Sibahara Ena              | 1–6, 4–6            |                     |
| 15. | 2022. május 7.      | Madrid Open, Madrid, Spanyolország                              | Salak   | Desirae Krawczyk    | Gabriela Dabrowski Giuliana Olmos     | 6–7(1), 7–5, [7–10] |                     |
| 16. | 2022. augusztus 13. | Canada Open, Montréal, Kanada                                   | Kemény  | Desirae Krawczyk    | Aojama Súko Sibahara Ena              | 4–6, 6–4, [11–13]   |                     |

## ITF döntői (21–8)

### Egyéni (1–1)
| Díjazás        |
| -------------- |
| $100,000 torna |
| $75,000 torna  |
| $50,000 torna  |
| $25,000 torna  |
| $15,000 torna  |
| $10,000 torna  |

| Borításonként |
| ------------- |
| Kemény (1–0)  |
| Salak (0–1)   |
| Fű (0–0)      |
| Szőnyeg (0–0) |

| Eredmény | No. | Dátum             | Torna                  | Borítás | Ellenfél           | Eredmény      |
| -------- | --- | ----------------- | ---------------------- | ------- | ------------------ | ------------- |
| Döntős   | 1.  | 2012. október 15. | Antalya, Törökország   | Salak   | Olha Jancsuk       | 6–2, 2–6, 6–3 |
| Győztes  | 1.  | 2014. február 24. | Sarm es-Sejk, Egyiptom | Kemény  | Emily Webley-Smith | 6–4, 6–2      |

### Páros (20–7)
| Díjazás        |
| -------------- |
| $100,000 torna |
| $75,000 torna  |
| $50,000 torna  |
| $25,000 torna  |
| $15,000 torna  |
| $10,000 torna  |

| Borításonként |
| ------------- |
| Kemény (5–1)  |
| Salak (15–5)  |
| Fű (0–1)      |
| Szőnyeg (0–0) |

| Eredmény | No. | Dátum               | Torna                          | Borítás    | Partner                | Ellenfél                                  | Eredmény            |
| -------- | --- | ------------------- | ------------------------------ | ---------- | ---------------------- | ----------------------------------------- | ------------------- |
| Döntős   | 1.  | 2009. július 27.    | Bree, Belgium                  | Salak      | An-Sophie Mestach      | Kiki Bertens Quirine Lemoine              | 1–6, 0–6            |
| Győztes  | 1.  | 2010. július 26.    | Bree, Belgium                  | Salak      | Sofie Oyen             | Marcella Koek Marina Melnyikova           | 6–0, 6–1            |
| Győztes  | 2.  | 2010. augusztus 16. | Westende, Belgium              | Kemény     | Quirine Lemoine        | Alison Van Uytvanck Irina Hromacsova      | 3–6, 6–4, 6–4       |
| Győztes  | 3.  | 2011. március 21.   | Antalya, Törökország           | Salak      | Ilona Krameny          | Martina Gledacheva Isabella Shinikova     | 3–6, 7–6(3), [10–8] |
| Győztes  | 4.  | 2012. április 2.    | Tessenderlo, Belgium           | Salak      | Marina Zanevszka       | Tatjana Maria Stephanie Vogt              | 6–4, 6–3            |
| Győztes  | 5.  | 2013. július 8.     | Aschaffenburg, Németország     | Salak      | Eva Wacanno            | Carolin Daniels Laura Schaeder            | 7–5, 1–6, 14–12     |
| Győztes  | 6.  | 2013. július 22.    | Maaseik, Belgium               | Salak      | Eva Wacanno            | Bernice Van De Velde Kelly Versteeg       | 6–2, 4–6, 10–7      |
| Győztes  | 7.  | 2013. augusztus 26. | Rotterdam, Hollandia           | Salak      | Amandine Hesse         | Elke Lemmens Szvjatlana Pirazsenka        | 3–6, 7–5, [10–4]    |
| Döntős   | 2.  | 2013. szeptember 2. | Alphen aan den Rijn, Hollandia | Salak      | Eva Wacanno            | Cindy Burger Daniela Seguel               | 4–6, 1–6            |
| Győztes  | 8.  | 2013. november 11.  | Bol, Horvátország              | Salak      | Barbora Krejčíková     | Vivien Juhászová Tereza Malíková          | 6–2, 6–4            |
| Győztes  | 9.  | 2013. december 13.  | Madrid, Spanyolország          | Kemény     | Eva Wacanno            | Elitsa Kostova Jevgenyija Rogyina         | 6–1, 6–2            |
| Döntős   | 3.  | 2014. február 22.   | Sarm es-Sejk, Egyiptom         | Kemény     | Zarah Razafimahatratra | Ana Veselinović Jevgenyija Paskova        | 2–6, 1–6            |
| Döntős   | 4.  | 2014. június 23.    | Breda, Hollandia               | Salak      | Eva Wacanno            | Szvjatlana Pirazsenka Natyela Dzalamidze  | 4–6, 1–6            |
| Döntős   | 5.  | 2014. augusztus 9.  | Koksijde, Belgium              | Salak      | Bernarda Pera          | Ysaline Bonaventure Richèl Hogenkamp      | 4–6, 4–6            |
| Győztes  | 10. | 2014. augusztus 18. | Wanfercée-Baulet, Belgium      | Salak      | Elise Mertens          | Tatiana Búa Daniela Seguel                | 6–2, 6–3            |
| Győztes  | 11. | 2014. augusztus 30. | Fleurus, Belgium               | Salak      | Arantxa Rus            | Hilda Melander Marina Melnyikova          | 6–4, 6–1            |
| Győztes  | 12. | 2014. november 15.  | Sarm es-Sejk, Egyiptom         | Kemény     | Marie Benoît           | Valentyina Ivahnyenko Polina Monova       | 6–4, 7–5            |
| Győztes  | 13. | 1 December 2014     | Szúsza, Tunézia                | Kemény     | Kelly Versteeg         | Vivien Juhászová Tereza Malíková          | 6–3, 6–0            |
| Győztes  | 14. | 2015. február 8.    | Grenoble, Franciaország        | Kemény (f) | Hiroko Kuwata          | Manon Arcangioli Cindy Burger             | 6–1, 6–3            |
| Győztes  | 15. | 2015. február 27.   | Beinasco, Olaszország          | Salak (f)  | Daniela Seguel         | Xenia Knoll Alice Matteucci               | 6–4, 4–6, [11–9]    |
| Döntős   | 6.  | 2015. június 15.    | Ilkley, Egyesült Királyság     | Fű         | An-Sophie Mestach      | Raluca Olaru Hszü Ji-fan                  | 3–6, 4–6            |
| Győztes  | 16. | 2015 augusztus 3.   | Koksijde, Belgium              | Salak      | Elise Mertens          | Justyna Jegiołka Sherazad Reix            | 6–3, 6–2            |
| Döntős   | 7.  | 2016. április 30.   | Wiesbaden, Németország         | Salak      | Steffi Distelmans      | Marie Benoît Arantxa Rus                  | 2–6, 2–6            |
| Győztes  | 17. | 2016. május 8.      | Cagnes-sur-Mer, Franciaország  | Salak      | Andreea Mitu           | Xenia Knoll Aleksandra Krunić             | 6–4, 7–5            |
| Győztes  | 18. | 2016. május 9.      | Saint-Gaudens, Franciaország   | Salak      | Renata Voráčová        | Nicola Geuer Viktorija Golubic            | 6–1, 6–2            |
| Győztes  | 19. | 2016. július 30.    | Prága, Csehország              | Salak      | Renata Voráčová        | Sílvia Soler Espinosa Sara Sorribes Tormo | 7–5, 3–6, [10–4]    |
| Győztes  | 20. | 2016. augusztus 14. | Koksijde, Belgium              | Salak      | Steffi Distelmans      | Başak Eraydın Ilona Krameny               | 6–1, 6–4            |

## Eredményei Grand Slam-tornákon

### Páros
| Grand Slam | Australian Open              | Australian Open                       | Roland Garros           | Roland Garros                        | Wimbledon                 | Wimbledon                             | US Open                      | US Open                               |
| Év         | Eredmény                     | Utolsó ellenfél                       | Eredmény Partner        | Utolsó ellenfél                      | Eredmény Partner          | Utolsó ellenfél                       | Eredmény Partner             | Utolsó ellenfél                       |
| 2015       | –                            | –                                     | –                       | –                                    | –                         | –                                     | 1. kör Annika Beck           | Jelena Janković Aleksandra Krunić     |
| 2016       | 1. kör Denisa Allertová      | Csan Hao-csing Csan Jung-zsan         | –                       | –                                    | 1. kör Renata Voráčová    | Caroline Garcia Kristina Mladenovic   | –                            | –                                     |
| 2017       | 1. kör Renata Voráčová       | Danka Kovinić Laura Siegemund         | 1. kör María Irigoyen   | M Lučić-Baroni Andrea Petković       | 3. kör Elise Mertens      | Ashleigh Barty Casey Dellacqua        | 2. kör Elise Mertens         | Andreja Klepač MJ Martínez Sánchez    |
| 2018       | 1. kör Elise Mertens         | Ashleigh Barty Casey Dellacqua        | 1. kör Elise Mertens    | Lara Arruabarrena Katarina Srebotnik | 3. kör Elise Mertens      | Nicole Melichar Květa Peschke         | Negyeddöntő Elise Mertens    | Barbora Krejčíková Kateřina Siniaková |
| 2019       | 1. kör B Mattek-Sands        | Elise Mertens Arina Szabalenka        | 2. kör A-L Grönefeld    | Tuan Jing-jing Cseng Szaj-szaj       | Negyeddöntő A-L Grönefeld | Barbora Krejčíková Kateřina Siniaková | 2. kör A-L Grönefeld         | Alexa Guarachi Bernarda Pera          |
| 2020       | 2. kör Květa Peschke         | Cori Gauff Catherine McNally          | 3. kör Květa Peschke    | Nicole Melichar Iga Świątek          | elmaradt                  | elmaradt                              | Negyeddöntő Květa Peschke    | Anna Blinkova V Kugyermetova          |
| 2021       | Elődöntő Nicole Melichar     | Elise Mertens Arina Szabalenka        | 3. kör Nicole Melichar  | A Pavljucsenkova Jelena Ribakina     | 1. kör Nicole Melichar    | Andreea Mitu Monica Niculescu         | 1. kör Nicole Melichar       | Anastasia Rodionova Arina Rodionova   |
| 2022       | –                            | –                                     | 2. kör Desirae Krawczyk | Maryna Zanevska K Zimmermann         | 2. kör Arianne Hartono    | Ljudmila Kicsenok Jeļena Ostapenko    | Negyeddöntő Desirae Krawczyk | Catherine McNally Taylor Townsend     |
| 2023       | Negyeddöntő Desirae Krawczyk | Barbora Krejčíková Kateřina Siniaková | 3. kör Desirae Krawczyk | Hszie Su-vej Vang Hszin-jü           | 2. kör Desirae Krawczyk   | Bondár Anna Greet Minnen              | 2. kör Desirae Krawczyk      | Viktorija Azaranka B Haddad Maia      |
| 2024       | Negyeddöntő Luisa Stefani    | Hszie Su-vej Elise Mertens            | –                       | –                                    | 1. kör Luisa Stefani      | Tereza Mihalíková Olivia Nicholls     | Negyeddöntő Luisa Stefani    | Kateřina Siniaková Taylor Townsend    |
| 2025       | 3. kör Asia Muhammad         | Kato Miju Renata Zarazúa              | 3. kör Asia Muhammad    | Anna Danilina Aleksandra Krunić      | 2. kör Asia Muhammad      | Kimberly Birrell Maya Joint           |                              |                                       |

## Év végi világranglista-helyezései
| Év     | 2010 | 2011  | 2012 | 2013 | 2014 | 2015 | 2016 | 2017 | 2018 | 2019 | 2020 | 2021 | 2022 | 2023 | 2024 |
| Egyéni | −    | 1103. | −    | −    | 561. | 783. | −    | −    | −    | −    | −    | −    | −    | 834. | −    |
| Páros  | 583. | 659.  | 605. | 292. | 239. | 72.  | 71.  | 45.  | 8.   | 14.  | 12.  | 11.  | 17.  | 19.  | 24.  |